# Мафусаїл (сосна)

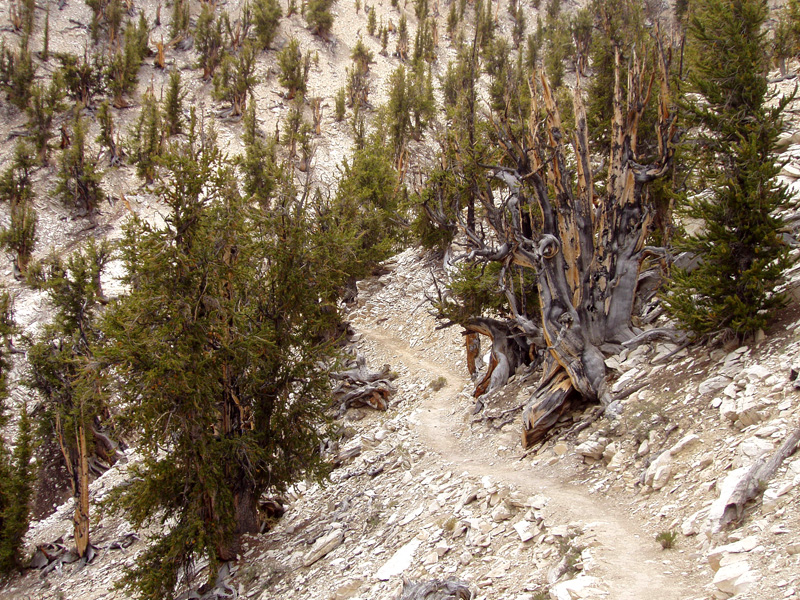

Сосна Мафусаїл  — одне з найдавніших дерев на Землі; приблизна оцінка часу проростання насіння, з якого воно виросло, — 2831 до нашої ери (станом на 2012 рік приблизний вік дерева, таким чином, становить 4842 роки).

Своє ім'я отримало від біблійного Мафусаїла (Метушалах), прабатька людства (Буття, 5:21—27), котрий нібито прожив 969 років.
Вона належить до виду Сосна довговічна (Pinus longaeva).
Зростає в Національному лісі Ініо (англ. Inyo National Forest), на сході штату Каліфорнія (США). Місцевість, де росте дерево, розташована на висоті понад 3 тисячі метрів над рівнем моря, в районі гірського хребта Уайт-Маунтінс. Розташування дерева не розголошується з метою запобігання вандалізму.

## Історія відкриття
Сосна Мафусаїл була знайдена в 1953 році ботаніком Едмундом Шульманом. У 1958 році про це була опублікована стаття в журналі National Geographic.

## Цікаві факти
- У московської рок-групи Mooncake в альбомі «Lagrange Points» є композиція «Short Stories of Methuselah Tree» («оповідання дерева Мафусаїла»).
- У шведській провінції Даларна (Dalarna) була виявлена ялина віком близько 9550 років, якій дали ім'я Old Tjikko. Це дерево було виявлено завдяки Лейфу Куллману (Leif Kullman) і його колегам з університету Умеа (Umea University). Однак ялина, що нині живе, має вік лише в кілька століть і є вегетативним нащадком, зростаючим над померлою ялиною, чий вік був визначений як більш ніж дев'ятитисячорічний.
- Тривалий час вважалося, що сосна Мафусаїл є найстарішим живим деревом на Землі, однак 27 квітня 2023 року, видання Science Alert повідомило, що за результатом аналізу деревини кипарису Alerce Milenario (Великий прадідусь), який росте в Південному Чилі, він виявився найдревнішим деревом на Землі віком 5484 років[1][2].

1. ↑  A Cypress in Chile Could Soon Break The Record For World's Oldest Tree. // By Paulina Abramovich, AFP. 27 April 2023
2. ↑  У Південній Америці виявлено найдревніше дерево на Землі (ФОТО). 03.05.2023, 22:55